# Corea del Sur en la Copa Mundial de Fútbol de 2014
La seleccíón de Corea del Sur fue una de las 32 selecciones que participó en la Copa Mundial de Fútbol de 2014, siendo la cuarta selección en clasificar. Esta fue su novena participación en mundiales y octava consecutiva desde México 1986.
Una vez culminado el proceso eliminatorio asiático el director técnico Choi Kang-hee presentó su renuncia al cargo tras asegurar la clasificación de Corea del Sur al mundial, el 19 de junio de 2013 la Asociación de Fútbol de Corea (KFA) aceptó la dimisión de Choi Kang-hee quien desde el principio dijo que se quedaría sólo durante la campaña de clasificación a Brasil 2014. El 24 de junio de 2013 la KFA anunció el nombramiento de Hong Myung-bo, excapitán, el cargo de cara al mundial y a la copa asiática del año siguiente.

## Clasificación
Corea del Sur ingresó directamente en la Tercera ronda de las eliminatorias de la AFC por ser una de las 4 selecciones que alcanzó la fase final del mundial Sudáfrica 2010. Enmarcado en el grupo B junto a Líbano, Kuwait y Emiratos Árabes Unidos terminó en primer lugar y se clasificó para la Cuarta ronda de las eliminatorias.
En esta instancia compartió el grupo A con Irán, Uzbekistán, Catar y Líbano. En la última fecha de este grupo Corea del Sur perdió como local ante Irán que se posicionó primera de grupo, dejando a Corea del Sur en el segundo lugar empatada a puntos con Uzbekistán pero su mejor diferencia de goles le permitió la clasificación al mundial.
El proceso eliminatorio se inició bajo el mando de Cho Kwang-rae que tomó el cargo de director técnico en julio de 2010 después de la participación de Corea del Sur en el mundial Sudáfrica 2010, sin embargo el entrenador fue despedido a principios de diciembre de 2011 luego de la derrota (2-1) frente a Líbano en la tercera ronda de las eliminatorias. Entonces el 21 de diciembre de 2011 la Asociación de Fútbol de Corea eligió a Choi Kang-hee como nuevo entrenador de la selección con el propósito de lograr la clasificación al mundial. Choi Kang-hee renunciaría al cargo al término de las eliminatorias asiáticas.

### Tercera ronda
| Equipo                 | Pts | PJ | PG | PE | PP | GF | GC | Dif |
| ---------------------- | --- | -- | -- | -- | -- | -- | -- | --- |
| Corea del Sur          | 13  | 6  | 4  | 1  | 1  | 14 | 4  | 10  |
| Líbano                 | 10  | 6  | 3  | 1  | 2  | 10 | 14 | -4  |
| Kuwait                 | 8   | 6  | 2  | 2  | 2  | 8  | 9  | -1  |
| Emiratos Árabes Unidos | 3   | 6  | 1  | 0  | 5  | 8  | 13 | -5  |

| Fecha                   | Lugar            |                        |                                   | Resultado |                                   |                        |
| ----------------------- | ---------------- | ---------------------- | --------------------------------- | --------- | --------------------------------- | ---------------------- |
| 2 de septiembre de 2011 | Goyang           | Corea del Sur          | Bandera de Corea del Sur          | 6:0 (2:0) | Bandera de Líbano                 | Líbano                 |
| 6 de septiembre de 2011 | Ciudad de Kuwait | Kuwait                 | Bandera de Kuwait                 | 1:1 (0:1) | Bandera de Corea del Sur          | Corea del Sur          |
| 11 de octubre de 2011   | Suwon            | Corea del Sur          | Bandera de Corea del Sur          | 2:1 (0:0) | Bandera de Emiratos Árabes Unidos | Emiratos Árabes Unidos |
| 11 de noviembre de 2011 | Dubái            | Emiratos Árabes Unidos | Bandera de Emiratos Árabes Unidos | 0:2 (0:0) | Bandera de Corea del Sur          | Corea del Sur          |
| 15 de noviembre de 2011 | Beirut           | Líbano                 | Bandera de Líbano                 | 2:1 (2:1) | Bandera de Corea del Sur          | Corea del Sur          |
| 29 de febrero de 2012   | Seúl             | Corea del Sur          | Bandera de Corea del Sur          | 2:0 (0:0) | Bandera de Kuwait                 | Kuwait                 |

### Cuarta ronda
| Equipo        | Pts | PJ | PG | PE | PP | GF | GC | Dif |
| ------------- | --- | -- | -- | -- | -- | -- | -- | --- |
| Irán          | 16  | 8  | 5  | 1  | 2  | 8  | 2  | 6   |
| Corea del Sur | 14  | 8  | 4  | 2  | 2  | 13 | 7  | 6   |
| Uzbekistán    | 14  | 8  | 4  | 2  | 2  | 11 | 6  | 5   |
| Catar         | 7   | 8  | 2  | 1  | 5  | 5  | 13 | -8  |
| Líbano        | 5   | 8  | 1  | 2  | 5  | 3  | 12 | -9  |

| Fecha                    | Lugar   |               |                          | Resultado |                          |               |
| ------------------------ | ------- | ------------- | ------------------------ | --------- | ------------------------ | ------------- |
| 8 de junio de 2012       | Doha    | Catar         | Bandera de Catar         | 1:4 (1:1) | Bandera de Corea del Sur | Corea del Sur |
| 12 de junio de 2012      | Goyang  | Corea del Sur | Bandera de Corea del Sur | 3:0 (1:0) | Bandera de Líbano        | Líbano        |
| 11 de septiembre de 2012 | Taskent | Uzbekistán    | Bandera de Uzbekistán    | 2:2 (1:1) | Bandera de Corea del Sur | Corea del Sur |
| 16 de octubre de 2012    | Teherán | Irán          | Bandera de Irán          | 1:0 (0:0) | Bandera de Corea del Sur | Corea del Sur |
| 26 de marzo de 2013      | Seúl    | Corea del Sur | Bandera de Corea del Sur | 2:1 (0:0) | Bandera de Catar         | Catar         |
| 4 de junio de 2013       | Beirut  | Líbano        | Bandera de Líbano        | 1:1 (1:0) | Bandera de Corea del Sur | Corea del Sur |
| 11 de junio de 2013      | Seúl    | Corea del Sur | Bandera de Corea del Sur | 1:0 (1:0) | Bandera de Uzbekistán    | Uzbekistán    |
| 18 de junio de 2013      | Ulsan   | Corea del Sur | Bandera de Corea del Sur | 0:1 (0:0) | Bandera de Irán          | Irán          |

### Goleadores
| Jugador        | Goles | PJ |
| -------------- | ----- | -- |
| Park Chu-young | 6     | 7  |
| Lee Keun-ho    | 5     | 12 |
| Kim Bo-kyung   | 2     | 6  |
| Koo Ja-cheol   | 2     | 8  |
| Lee Dong-gook  | 2     | 9  |
| Ji Dong-won    | 2     | 11 |
| Hoo- Lee Shet  | 1     | 3  |
| Kim Chi-woo    | 1     | 3  |
| Kim Shin-wook  | 1     | 8  |
| Son Heung-min  | 1     | 9  |
| Kwak Tae-hwi   | 1     | 10 |

## Preparación

### Campamento base
Corea del Sur escogió la ciudad de Foz do Iguaçu como sede de su campamento base con miras a su preparación para la copa mundial. La elección se confirmó con la publicación de todas las sedes de los campamentos base para las selecciones por parte de la FIFA. No obstante la noticia ya se había anunciado a principios de enero de 2014.
El estadio del equipo amateur del club Flamengo servirá como cancha de entrenamiento, el recinto entró en un proceso de reforma para adecuarse a los pedidos de la delegación asiática. En tanto el hotel Bourbon será el lugar de alojamiento.
La selección de Corea del Sur hizo una visita previa a Foz do Iguaçu el 14 de enero de 2014 para realizar entrenamientos como preparación para su gira de partidos amistosos en Estados Unidos contra Costa Rica, México y el país local entre fines de enero y principios de febrero. Los coreanos permanecieron una semana en tierra brasileñas e hicieron uso del estadio Frasqueirão propiedad del club ABC, luego de esto partieron hacia los Estados Unidos. Esta corta estadía en Foz do Iguaçu sirvió para que la delegación coreana se decidiera por esta ciudad como sede de su campamento base.

### Amistosos previos
| 14 de agosto de 2013 | Corea del Sur | 0:0 (0:0) | Perú | Estadio Mundialista de Suwon, Suwon, Corea del Sur          |                                                             |
|                      |               | Reporte   |      | Asistencia: 36,021 espectadores Árbitro(s): Amed Uliksonsko | Asistencia: 36,021 espectadores Árbitro(s): Amed Uliksonsko |

| 6 de septiembre de 2013 | Corea del Sur                               | 4:1 (1:1) | Haití       | Incheon Football Stadium, Incheon, Corea del Sur                      |                                                                       |
|                         | Son 20' 71' · Koo 48' (pen) · Lee 58' (pen) | Reporte   | Belfort 44' | Asistencia: 13,624 espectadores Árbitro(s): Hulykin Korentzksysuwando | Asistencia: 13,624 espectadores Árbitro(s): Hulykin Korentzksysuwando |

| 10 de septiembre de 2013 | Corea del Sur | 1:2 (0:0) | Croacia                | Estadio Mundialista de Jeonju, Jeonju, Corea del Sur    |                                                         |
|                          | Lee 90'+3'    | Reporte   | Vida 64' · Kalinić 70' | Asistencia: 40,723 espectadores Árbitro(s): Minoru Tōjō | Asistencia: 40,723 espectadores Árbitro(s): Minoru Tōjō |

| 12 de octubre de 2013 | Corea del Sur | 0:2 (0:1) | Brasil                 | Estadio Mundialista de Seúl, Seúl, Corea del Sur            |                                                             |
|                       |               |           | Neymar 43' · Oscar 48' | Asistencia: 65,308 espectadores Árbitro(s): Ravshan Irmatov | Asistencia: 65,308 espectadores Árbitro(s): Ravshan Irmatov |

| 15 de octubre de 2013 | Corea del Sur                     | 3:1 (1:1) | Malí             | Cheonan Stadium, Cheonan, Corea del Sur                      |                                                              |
|                       | Koo 36' (pen) · Son 46' · Kim 56' | Reporte   | Modibo Maïga 27' | Asistencia: 26,118 espectadores Árbitro(s): Yuichi Nishimura | Asistencia: 26,118 espectadores Árbitro(s): Yuichi Nishimura |

| 15 de noviembre de 2013 | Corea del Sur      | 2:1 (0:1) | Escocia   | Estadio Mundialista de Seúl, Seúl, Corea del Sur       |                                                        |
|                         | Hong 58' · Lee 86' | Reporte   | Martin 6' | Asistencia: 36,813 espectadores Árbitro(s): Diego Abal | Asistencia: 36,813 espectadores Árbitro(s): Diego Abal |

| 19 de noviembre de 2013 | Rusia                    | 2:1 (1:1) | Corea del Sur | Zabeel Stadium, Dubái, Emiratos Árabes Unidos                  |                                                                |
|                         | Smolov 11' · Tarasov 58' | Reporte   | Kim 5'        | Asistencia: 7,000 espectadores Árbitro(s): Hamad Ahmad Abdulla | Asistencia: 7,000 espectadores Árbitro(s): Hamad Ahmad Abdulla |

| 25 de enero de 2014 | Granada | 0:1 (0:1) | Corea del Sur | Los Angeles Memorial Coliseum, Los Ángeles, Estados Unidos  |                                                             |
|                     |         | Reporte   | Kim 10'       | Asistencia: 5,000 espectadores Árbitro(s): Baldomero Toledo | Asistencia: 5,000 espectadores Árbitro(s): Baldomero Toledo |

| 29 de enero de 2014 | México                              | 4:0 (2:0) | Corea del Sur | Alamodome, San Antonio, Estados Unidos                       |                                                              |
|                     | Peralta 37' · Pulido 45'+1' 86' 89' | Reporte   |               | Asistencia: 54,313 espectadores Árbitro(s): Héctor Rodríguez | Asistencia: 54,313 espectadores Árbitro(s): Héctor Rodríguez |

| 1 de febrero de 2014 | Estados Unidos     | 2:0 (1:0) | Corea del Sur | The Home Depot Center, Carson, Estados Unidos         |                                                       |
|                      | Wondolowski 4' 60' | Reporte   |               | Asistencia: 27,000 espectadores Árbitro(s): Hugo Cruz | Asistencia: 27,000 espectadores Árbitro(s): Hugo Cruz |

| 5 de marzo de 2014 | Grecia | 0:2 (0:1) | Corea del Sur      | Estadio Georgios Karaiskakis, Atenas, Grecia              |                                                           |
|                    |        | Reporte   | Park 18' · Son 55' | Asistencia: 7,600 espectadores Árbitro(s): Ovidiu Hațegan | Asistencia: 7,600 espectadores Árbitro(s): Ovidiu Hațegan |

| 28 de mayo de 2014 | Corea del Sur | 0:1 (0:1) | Túnez         | Estadio Mundialista de Seúl, Seúl, Corea del Sur |                             |
|                    |               | Reporte   | Dhaouadhi 44' | Árbitro(s): Martin Atkinson                      | Árbitro(s): Martin Atkinson |

| 9 de junio de 2014 | Ghana                                  | 6:1 (0:1) | Corea del Sur | Estadio Riccardo Silva, Miami, Estados Unidos         |                                                       |
|                    | J. Ayew 51' 53' 89' 75' · Gyan 48' 65' |           | Park 34'      | Asistencia: 38 espectadores Árbitro(s): Karl Ketryuls | Asistencia: 38 espectadores Árbitro(s): Karl Ketryuls |

## Lista de Jugadores
El 8 de mayo de 2014 el entrenador de la selección sur coreana, Hong Myung-bo, anunció la lista oficial de 23 jugadores convocados para asistir al mundial.
| #     | Nombre          | Posición       | Edad          | PJ Sel        | G             | Club                 |
| ----- | --------------- | -------------- | ------------- | ------------- | ------------- | -------------------- |
| 1     | Jung Sung-ryong | Portero        | 29            | -             | -             | Suwon Bluewings      |
| 2     | Kim Chang-soo   | Defensa        | 28            | -             | -             | Kashiwa Reysol       |
| 3     | Yun Suk-young   | Defensa        | 24            | -             | -             | Queens Park Rangers  |
| 4     | Kwak Tae-hwi    | Defensa        | 32            | -             | -             | Al-Hilal             |
| 5     | Kim Young-gwon  | Defensa        | 24            | -             | -             | Guangzhou Evergrande |
| 6     | Hwang Seok-ho   | Defensa        | 24            | -             | -             | Sanfrecce Hiroshima  |
| 7     | Kim Bo-kyung    | Centrocampista | 24            | -             | -             | Cardiff City         |
| 8     | Ha Dae-sung     | Centrocampista | 29            | -             | -             | Beijing Guoan        |
| 9     | Son Heung-min   | Centrocampista | 21            | -             | -             | Bayer Leverkusen     |
| 10    | Park Chu-young  | Delantero      | 28            | -             | -             | Watford              |
| 11    | Lee Keun-ho     | Delantero      | 29            | -             | -             | Sangju Sangmu        |
| 12    | Lee Yong        | Defensa        | 27            | -             | -             | Ulsan Hyundai        |
| 13    | Koo Ja-cheol    | Delantero      | 25            | -             | -             | Maguncia 05          |
| 14    | Han Kook-young  | Centrocampista | 24            | -             | -             | Kashiwa Reysol       |
| 15    | Park Jong-woo   | Centrocampista | 25            | -             | -             | Guangzhou R&F        |
| 16    | Ki Sung-yueng   | Centrocampista | 25            | -             | -             | Sunderland           |
| 17    | Lee Chung-yong  | Centrocampista | 25            | -             | -             | Bolton Wanderers     |
| 18    | Kim Shin-wook   | Delantero      | 26            | -             | -             | Ulsan Hyundai        |
| 19    | Ji Dong-won     | Centrocampista | 23            | -             | -             | Augsburgo            |
| 20    | Hong Jeong-ho   | Defensa        | 24            | -             | -             | Augsburgo            |
| 21    | Kim Seung-gyu   | Portero        | 23            | -             | -             | Ulsan Hyundai        |
| 22    | Park Joo-ho     | Defensa        | 27            | -             | -             | 1. FSV Maguncia 05   |
| 23    | Lee Bum-young   | Portero        | 25            | -             | -             | Busan I'Park         |
| D. T. | Hong Myung-bo   | Hong Myung-bo  | Hong Myung-bo | Hong Myung-bo | Hong Myung-bo | Hong Myung-bo        |

Los siguientes jugadores fueron incluidos en la lista provisional de 30 convocados que la Asociación de Fútbol de Corea (KFA) envió a la FIFA después que Hong Myung-bo diera a conocer su nómina definitiva de 23.
| Nombre        | Posición       | Edad | PJ Sel | G | Club                   |
| ------------- | -------------- | ---- | ------ | - | ---------------------- |
| Kim Jin-hyeon | Portero        | -    | -      | - | Cerezo Osaka           |
| Kim Jin-su    | Defensa        | -    | -      | - | Albirex Niigata        |
| Kim Kee-hee   | Defensa        | -    | -      | - | Jeonbuk Hyundai Motors |
| Nam Tae-hee   | Centrocampista | -    | -      | - | Lekhwiya               |
| Jang Hyun-soo | Centrocampista | -    | -      | - | Guangzhou R&F          |
| Kim Min-woo   | Centrocampista | -    | -      | - | Sagan Tosu             |
| Lee Myung-joo | Centrocampista | -    | -      | - | Pohang Steelers        |

## Participación

### Grupo H
| Equipo        | Pts | PJ | PG | PE | PP | GF | GC | Dif |
| ------------- | --- | -- | -- | -- | -- | -- | -- | --- |
| Bélgica       | 9   | 3  | 3  | 0  | 0  | 4  | 0  | 4   |
| Argelia       | 4   | 3  | 1  | 1  | 1  | 6  | 5  | 1   |
| Rusia         | 2   | 3  | 0  | 2  | 1  | 2  | 3  | -1  |
| Corea del Sur | 1   | 3  | 0  | 1  | 2  | 3  | 6  | -3  |

| 17 de junio de 2014, 18:00 | Rusia         | 1-1     | Corea del Sur | Estadio Verdão, Cuiabá |  |
|                            | Kerzhakov 73' | Reporte | K.H. Lee 67'  |                        |  |

| 22 de junio de 2014, 16:00 | Corea del Sur     | 2-4     | Argelia                                               | Estadio Beira-Rio, Porto Alegre |  |
|                            | Son 49' · Koo 71' | Reporte | Slimani 25' · Halliche 27' · Djabou 37' · Brahimi 61' |                                 |  |

| 26 de junio de 2014, 17:00 | Corea del Sur | 0-1     | Bélgica        | Arena de São Paulo, São Paulo |  |
|                            |               | Reporte | Vertonghen 77' |                               |  |

## Estadísticas

### Participación de jugadores
| #  | Pos        | Jugador         | PJ (T/S) | Minutos Jugados | Goles recibidos | Atajos | Tarjetas Amarillas | Doble Tarjeta Amarilla y Roja | Tarjetas Rojas |
| -- | ---------- | --------------- | -------- | --------------- | --------------- | ------ | ------------------ | ----------------------------- | -------------- |
| 1  | Guardameta | Jung Sung-ryong | 2        | 180             | -5              | -      | 0                  | 0                             | 0              |
| 21 | Guardameta | Kim Seung-gyu   | 1        | 90              | -1              | -      | 0                  | 0                             | 0              |
| 23 | Guardameta | Lee Bum-young   | 0        | 0               | 0               | 0      | 0                  | 0                             | 0              |

| #  | Pos            | Jugador        | PJ (T/S) | Minutos Jugados | (P) | Asistencias | Tarjetas Amarillas | Doble Tarjeta Amarilla y Roja | Tarjetas Rojas |
| -- | -------------- | -------------- | -------- | --------------- | --- | ----------- | ------------------ | ----------------------------- | -------------- |
| 2  | Defensa        | Kim Chang-soo  | 0        | 0               | 0   | 0           | 0                  | 0                             | 0              |
| 3  | Defensa        | Yun Suk-young  | 3        | 270             | 0   | 0           | 0                  | 0                             | 0              |
| 4  | Defensa        | Kwak Tae-hwi   | 0        | 0               | 0   | 0           | 0                  | 0                             | 0              |
| 5  | Defensa        | Kim Young-gwon | 3        | 270             | 0   | 0           | 0                  | 0                             | 0              |
| 6  | Defensa        | Hwang Seok-ho  | 1        | 17              | 0   | 0           | 0                  | 0                             | 0              |
| 7  | Centrocampista | Kim Bo-kyung   | 2        | 30              | 0   | 0           | 0                  | 0                             | 0              |
| 8  | Centrocampista | Ha Dae-sung    | 0        | 0               | 0   | 0           | 0                  | 0                             | 0              |
| 9  | Centrocampista | Son Heung-min  | 3        | 247             | 1   | 0           | 0                  | 0                             | 0              |
| 10 | Delantero      | Park Chu-young | 2        | 113             | 0   | 0           | 0                  | 0                             | 0              |
| 11 | Delantero      | Lee Keun-ho    | 3        | 114             | 1   | 0           | 0                  | 0                             | 0              |
| 12 | Defensa        | Lee Yong       | 3        | 270             | 0   | 0           | 1                  | 0                             | 0              |
| 13 | Delantero      | Koo Ja-cheol   | 3        | 270             | 1   | 0           | 1                  | 0                             | 0              |
| 14 | Centrocampista | Han Kook-young | 3        | 213             | 0   | 0           | 1                  | 0                             | 0              |
| 15 | Centrocampista | Park Jong-woo  | 0        | 0               | 0   | 0           | 0                  | 0                             | 0              |
| 16 | Centrocampista | Ki Sung-yueng  | 3        | 270             | 0   | 0           | 1                  | 0                             | 0              |
| 17 | Centrocampista | Lee Chung-yong | 3        | 244             | 0   | 0           | 0                  | 0                             | 0              |
| 18 | Delantero      | Kim Shin-wook  | 2        | 99              | 0   | 0           | 0                  | 0                             | 0              |
| 19 | Centrocampista | Ji Dong-won    | 2        | 29              | 0   | 0           | 0                  | 0                             | 0              |
| 20 | Defensa        | Hong Jeong-ho  | 3        | 253             | 0   | 0           | 1                  | 0                             | 0              |
| 22 | Defensa        | Kim Jin-su     | 0        | 0               | 0   | 0           | 0                  | 0                             | 0              |